# オナガヒロハシ
オナガヒロハシ（尾長広嘴、学名：Psarisomus dalhousiae）は、スズメ目ヒロハシ科に分類される鳥類。
本種1種でオナガヒロハシ属を形成する。

## 形態
全長約25cm、体重50～60g

## 生息地
- ヒマラヤ、東南アジア、インドネシア

## 亜種
五つの亜種が認識されている：
- P. d. dalhousiae – インド北部（ウッタラーカンド州）およびネパールのヒマラヤの支脈、バングラデシュ南東部、ミャンマー北部および中国南部（雲南西部および南部、貴州南西部、広西南西部）からタイ北部、ラオス、ベトナム中部（アンナム中部）まで；東チベットからも報告されている。
- P. d. cyanicauda – タイ東南部およびカンボジア。
- P. d. divinus – ベトナム南部（アンナム南部）。
- P. d. psittacinus – マレーシア半島およびスマトラ。
- P. d. borneensis 1904 – ボルネオ島北部。